# Elin Anna Labba

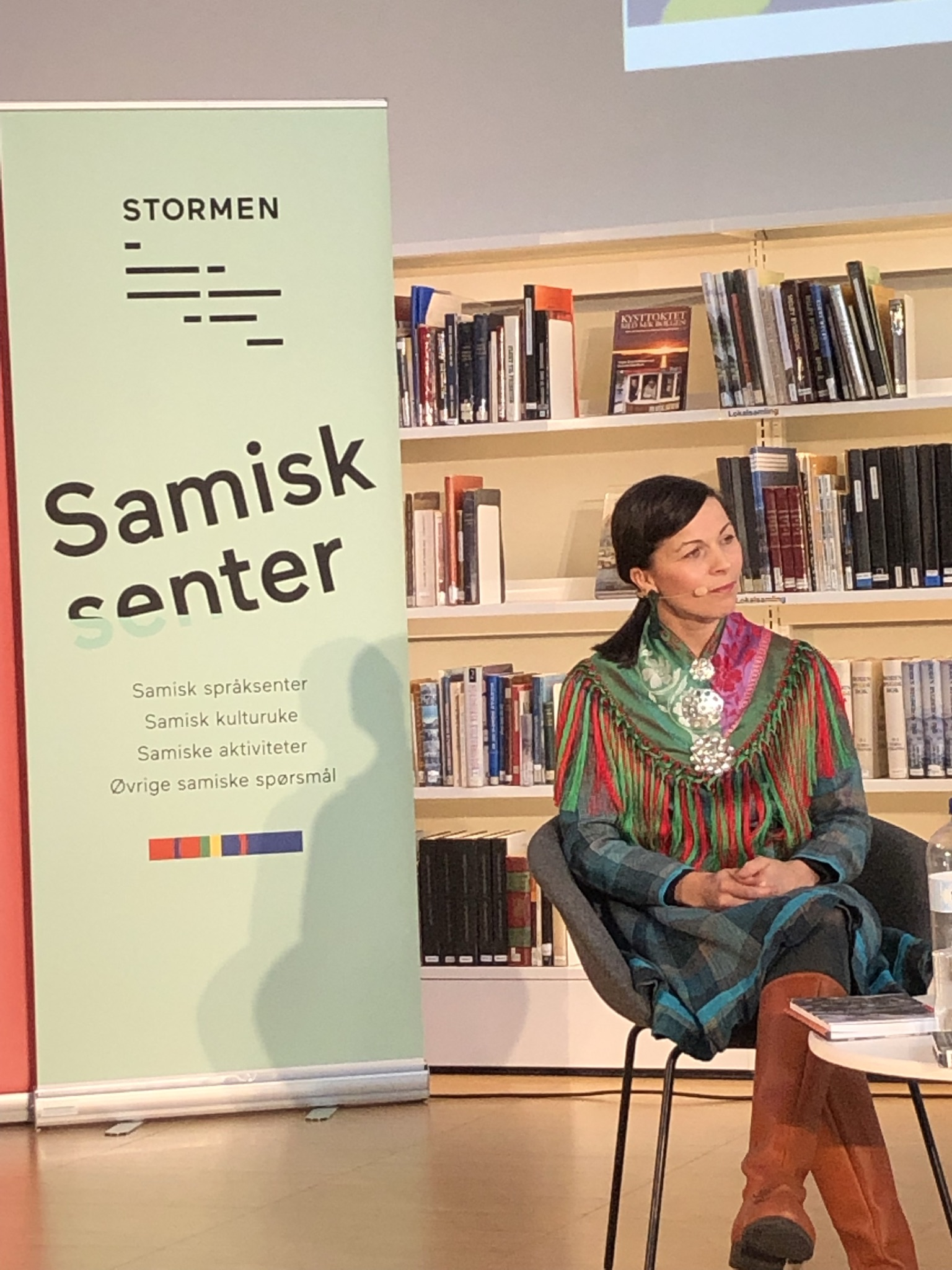
Elin Anna Labba, 2021

Márge Elin Anna Labba oder Joná Gusttu Elin Ánná (* 30. November 1980 in Kiruna) ist eine schwedisch-samische Journalistin und Autorin.

## Leben und Werk
Elin Anna Labba ist im nordschwedischen Kiruna geboren und aufgewachsen. Sie studierte Journalistik an der Universität Göteborg. Bereits während ihres Studiums arbeitete sie für die Kanäle P4 Norrbotten und SR Sápmi bei Sveriges Radio sowie die Zeitschrift Samefolket und schrieb Reportagen über verschiedene Orte in Sápmi. Außerdem absolvierte sie Kurse zu samischer Kunst und samischer und westlicher Literatur an den Universitäten in Umeå und Tromsø.
Nach ihrem Examen in Göteborg 2007 arbeitete sie u. a. als Chefredakteurin der samischen Jugendzeitschrift Nuorat und für die Organisation Laponiatjuottjudus, die das UNESCO-Welterbe Laponia verwaltet. Heute ist sie Projektleiterin bei Tjállegoahte, dem samischen Schriftstellerzentrum und lebt in Jokkmokk.
Labba debütierte als Buchautorin 2020 mit Herrarna satte oss hit: om tvångsförflyttningarna i Sverige (schwedisch, dt. Die Herren setzten uns hierher: über die Zwangsumsiedlungen in Schweden). Das Buch schildert die Zwangsumsiedlungen von Samen, die zwischen 1919 und 1920 begannen, nachdem Schweden und Norwegen 2019 das Abkommen zur Aufteilung der Rentierweidegebiete (schwedisch Renbeteskonventionen) unterzeichnet hatten. Labbas Arbeit am Thema geht auf ihren Wunsch zurück, die eigene Familiengeschichte besser zu verstehen.
Herrarna satte oss hit gewann den August-Preis für Sachbücher 2020. 2021 erhielt sie für das Buch auch den Norrlands Literaturpreis.

## Veröffentlichungen (Auswahl)
- Herrarna satte oss hit: om tvångsförflyttningarna i Sverige, Norstedts 2020, ISBN 978-91-1-310168-2 (schwedisch)
  - Hearrát dat bidje min: Bággojohtimiid birra, Norstedts, 2020, ISBN 978-91-1-310243-6 (nordsamische Übers. v. Lea Simma)
  - Herrene sendte oss hit: om tvangsflyttingen av samene, Pax, 2021, ISBN 978-82-530-4248-0 (norwegische Übers. v. Trude Marstein)

In Anthologien
- Du blir vad du säger : om hatspråk, yttrandefrihet och vikten av ett demokratiskt samtal, hrsg. v. Henrik Sjöberg, Ingrid Carlberg, Jesper Bengtsson, Norstedts 2021, ISBN 978-91-1-311788-1 (schwedisch)
- Inifrån Sápmi : vittnesmål från stulet land, hrsg. v. Patricia Fjellgren und Malin Nord, Verbal 2021, ISBN 978-91-89155-49-7 (schwedisch)

## Preise
- 2020 August-Preis (Fachbuch)
- 2021 Norrlands Literaturpreis